# 盲塘鳢属
盲塘鳢属为鰕虎鱼目鰕虎鱼亚目塘鱧科下的一个属。

## 下属物种
- 馬達加斯加盲塘鱧（Typhleotris madagascariensis）
- 疾厄盲塘鱧（Typhleotris mararybe）
- 波氏盲塘鱧（Typhleotris pauliani）

## 扩展阅读
- 維基物種上的相關：盲塘鱧属
- WoRMS数据：http://www.marinespecies.org/aphia.php?p=taxdetails&id=271071 （页面存档备份，存于）